# Bitka kod Vézeroncea
Bitka kod Vézeroncea se zbila 25. lipnja 524. godine u mjestu Vézeronceu u današnjem departmanu Isèreu koji se danas nalazi na prostoru jugoistočne Francuske.
Sukobljene strane bili su Franci koje je vodio kralj Klodomer i Burgundsko Kraljevstvo koje je vodio kralj Godomar III. Saveznici Burgundima bili su Ostrogoti. Frančki je vojskovođa poginuo, no sami ishod bitke nije jasan. Izvori proturiječe jedan drugomu: bizantski povjesničar Agatije tvrdi da su pobijedili Burgundu, a sv. Grgur iz Toursa tvrdi da su dobili Franci.
Iako su u Burgundskom ratu Franci porazili Burgunde, pripojili im zemlje, a kralja Žigmunda zarobili i odveli u zarobljeništvo, to nije obeshrabrilo Burgunde. Žigmundov brat Godomar III. se je nastavio opirati. S pristašama je podigao ustanak u kojem su masakrirali franačke garnizone. Sve je to rezultiralo ovom bitkom.
Ishod bitke je bio takav da su braća poginulog franačkog vojskovođe podijelila njegove zemlje te time olakšala Francima ponovo se ujediniti nekoliko desetljeća poslije.
Sukobi i burgundski otpor nisu prestali, nego su potrajali sve bitke kod Atuna 532. godine, kad su Burgundi doživjeli konačni poraz. Pobunjenički vođa Godomar ubijen je 534. čime je prestalo postojati Drugo Burgundsko Kraljevstvo.

## Vanjske poveznice
- Musée Dauphinois, Casque dit « de Vézeronce »